# 安德烈亚·巴尔扎利
安德烈亚·巴尔扎利（義大利語：Andrea Barzagli，1981年5月8日—），意大利男子職業足球員，2008年夏季由意甲球會巴勒莫轉投德甲沃尔夫斯堡，2011年冬季转会中回到意大利，加盟尤文图斯，司職後卫。

## 生平
巴沙利於Rondinella Calcio球队首次亮相，随后曾先后加入A.C. Pistoiese、阿斯科利及切沃，至2004年夏始签约加入巴勒莫球队，同年更入選意大利21歲以下國家隊代表參加歐洲U-21足球錦標賽，最後意大利在決賽以三比零塞爾維亞及黑山第五度奪標。繼後他再度代表意大利出戰雅典奧運會，可是準決賽以零比三不敵大熱冠軍阿根廷，最終只能在季軍戰擊敗伊拉克取得一面奧運銅牌。
目前巴沙利为意大利國家隊上陣九次，在2006年世界盃八强赛，意大利对乌克兰的赛事中，他以新手的身份参赛，以代替受伤的球员內斯塔及被罚停赛的球员馬特拉斯。其後亦有份出戰2008年歐洲國家盃外圍賽，成功協助國家隊進軍決賽週。
他被看作尼斯達、簡拿華路之接班人，2006世界盃後曾傳出AC米蘭已秘密跟巴沙利簽約。然而在2008年，一度要加盟費倫提那，最後卻因為合約細節沒有達成共識的他卻意外地走到德甲，以一份三年的加盟德甲球會禾夫斯堡。在德甲的第一個球季，他協助禾夫斯堡首奪德甲聯賽冠軍，也是個人首個在四大聯賽的聯賽冠軍。
2011年1月30日，合約即將到期的巴尔扎利打算回到意大利，狼堡對於這位功勳大將的離開並沒有多加攔阻，最終他加盟已經多年沒有打進歐冠的前義甲霸主尤文图斯，费用僅為象徵性的30万欧元。於2011年至2012年球季，巴沙利協助祖雲達斯以全季不敗戰績，重新奪取意大利足球甲級聯賽冠軍。
2019年4月13日，巴尔扎利考虑到年龄和伤病，宣布本赛季结束退役。

## 榮譽
意大利U-21國家隊
- 歐洲U-21足球錦標賽冠軍：2004年

意大利奧運隊
- 雅典奧運會銅牌：2004年

意大利國家隊
- 世界盃冠軍：2006年

禾夫斯堡
- 德甲聯賽冠軍：2008/09賽季

祖雲達斯
- 意甲聯賽冠軍：2011/12賽季、2012/13賽季、2013/14賽季、2014/15賽季、2015/16賽季、2016/17賽季、2017/18賽季、2018/19賽季
- 意大利杯冠軍：2014/15賽季、2015/16賽季、2016/17賽季、2017/18賽季

## 外部連結
- （意大利文） 有關巴沙利檔案(出自巴勒莫官方網站)